# NIGHT CRUISING
『NIGHT CRUISING』（ナイトクルージング）は、テレビ大阪ほかで放送されていたkookoo&co製作の音楽番組。全257回。テレビ大阪では2006年4月7日から2011年3月25日まで放送。

## 概要
主にブラックミュージックを取り上げていた深夜番組で、その回で特集するミュージシャンへの取材VTRや新曲をリリースしたミュージシャンたちからのメッセージVTRなどを放送していた。放送開始から長らく4:3比の標準画質映像で放送されていたが、2010年7月9日放送分をもって16:9比のハイビジョン放送（アナログ放送ではレターボックス放送）へと移行した。
番組はその後、2011年3月11日に発生した東日本大震災の影響で同年4月からは放送休止という形を取った。最後に放送された回のエンディングでは「ナイトクルージングは次回からしばらくお休みになります」とのテロップを表示し、当日の番組表やEPGにおいても最終回のマークを付していなかったが、後に番組は公式サイトを通じてそのまま終了したことを公表した。

## 出演者

### MC
- DJ BENKAY
- AMI

### ナレーター
- 池和歌子

## コーナー
- GUEST TALK
- DANCE
- INSIDE
- INFORMATION

## スタッフ
- 企画構成 - 尾茂弥定、田村渉（株式会社アドネスト）
- 営業企画 - 長澤格（TVO）、高見亘（TVO）
- ディレクター - 中西祐輔（放送映画製作所）
- 制作 - 宮沢一道（放送映画製作所）、和多田晋冶（放送映画製作所）
- プロデューサー - 西中聡（放送映画製作所）
- 制作協力 - 放送映画製作所
- 制作著作 - 株式会社kookoo&co

## 放送局
| 放送対象地域   | 放送局         | 系列           | 放送日時                                                                                                  | 備考                |
| -------------- | -------------- | -------------- | --- | ------------------- |
| 大阪府         | テレビ大阪     | テレビ東京系列 | 金曜 26:00 - 26:30 （2006年4月7日 - 2010年3月26日） 金曜 25:23 - 25:53 （2010年4月2日 - 2011年3月25日）   | 主要ネット局        |
| 愛知県         | テレビ愛知     | テレビ東京系列 | 木曜 28:28 - 28:58 （2007年4月5日 - 2007年6月28日）                                                       | 遅れ日数不明        |
| 岡山県・香川県 | テレビせとうち | テレビ東京系列 | 金曜 25:43 - 26:13 （2008年6月6日 - 2008年10月24日） 金曜 25:53 - 26:23 （2008年10月31日 - 2011年4月1日） | テレビ大阪の7日遅れ |
| 和歌山県       | テレビ和歌山   | 独立UHF局      | 木曜 24:10 - 24:40 （2007年10月4日 - 2011年3月31日）                                                      | テレビ大阪の6日遅れ |